# Bataille du golfe d'Oman
Conflits entre Ottomans et Portugais (1538–1559)
La Bataille du golfe d'Oman est une bataille navale qui a lieu en 1554 entre l'armée portugaise, dirigée par Dom Fernando de Meneses, et la flotte ottomane, commandée par Seydi Ali Reis, qui y perd tous ses navires.

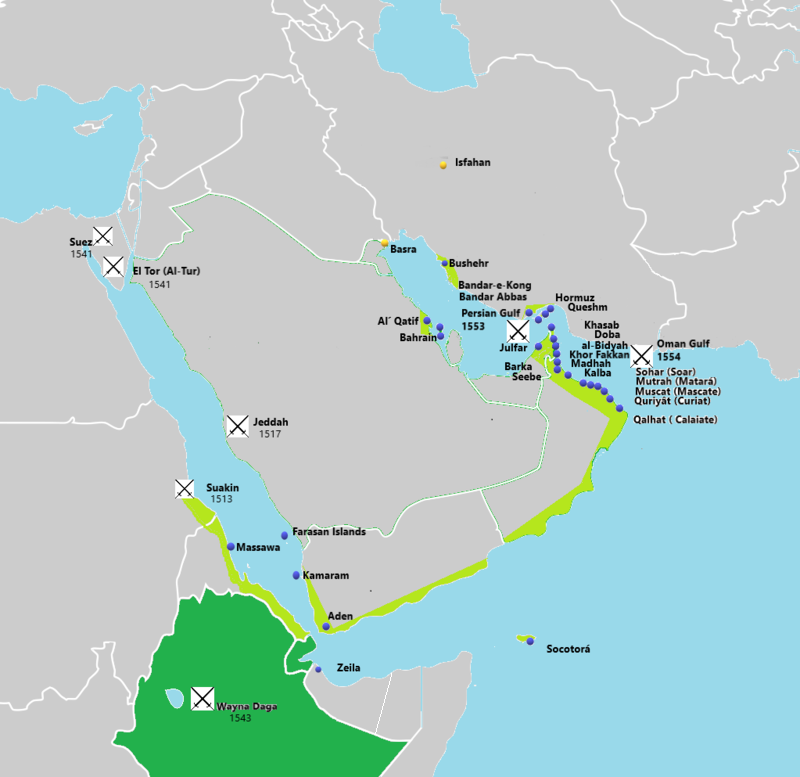
Portugais dans le golfe Persique et la mer Rouge. Vert clair - Possessions et principales villes. Vert foncé - Alliés ou sous influence. Jaune - Usines principales.

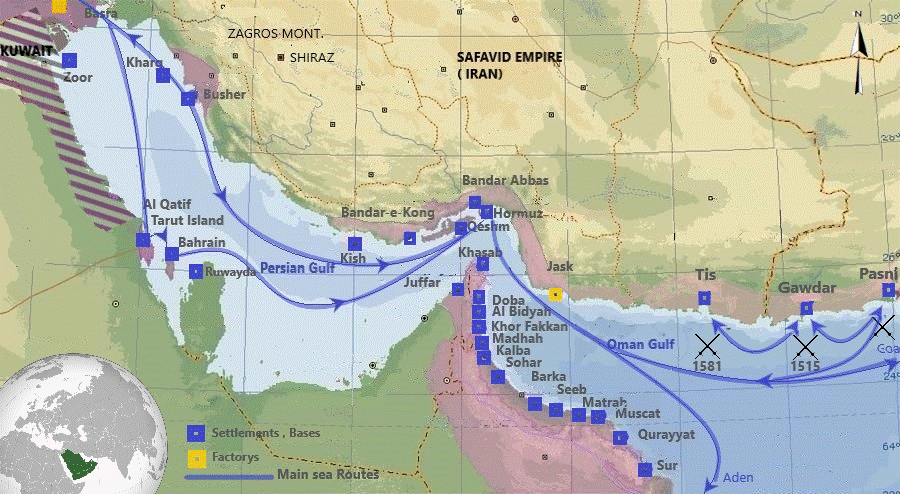
Violet - portugais dans le golfe Persique aux. Principales villes, ports et routes.

## Contexte
Depuis le siège de Diu en 1538, l'Empire ottoman tente de contrer l'influence portugaise dans l'Océan Indien. En 1552, l'amiral ottoman Piri Reis mène plusieurs expéditions autour de la Péninsule arabique contre les Portugais avec un succès limité. Il est remplacé par Murat Rais, qui mène également une campagne infructueuse contre eux l'année suivante.
À la fin de 1553, le sultan Soliman le Magnifique nomme Seydi Ali comme amiral (reis) des forces navales ottomanes stationnées à Bassorah, en remplacement de Murat Rais. Il reçoit l'ordre de relier ses galères à celles de Suez pour renforcer les forces ottomanes, ce qui l'oblige à traverser le golfe Persique, contrôlé par les Portugais.
En février 1554, les Portugais envoient depuis Goa six galions, six caravelles, 25 fustes et 1 200 soldats sous le commandement de Dom Fernando de Meneses, fils du vice-roi. Il est chargé de bloquer l'embouchure de la Mer Rouge et de recueillir des informations sur les mouvements ottomans. Tout au long du mois de mars, les Portugais n'aperçoivent aucun navire marchand traversant le Bab-el-Mandeb, probablement parce que la présence de leur flotte décourage tout voyage à ce moment-là . 
En avril, l'expédition navigue vers Mascate, où une partie de la flotte est immobilisée. Dom Fernando est missionné pour remplacer Dom Antão de Noronha par Bernardim de Sousa comme capitaine de cette forteresse. Il l'accompagne dans un galion avec plusieurs navires marchands jusqu'à Ormuz, ne revenant à Mascate que lorsque les vents d'ouest commencent à souffler.
Puis, Dom Fernando envoi trois petites embarcations de pêcheurs locaux pour repérer toute présence de galères turques sur le Chatt-el-Arab. Les pêcheurs informent les Portugais que Moradobec (Murat Rais) a été remplacé par Alecheluby (Seydi Ali), et est sur le point de mettre le cap vers Suez avec 15 galères .

## La bataille
Au début du mois d'août, les Turcs s'embarquent depuis Bassorah. Les forces portugaises à Mascate sont immédiatement alertées de leurs mouvements et mettent les voiles vers le cap Musandam pour les rencontrer. Les bateaux à rames portugais naviguent en tête, suivis par des caravelles et des galions lourds. Les Ottomans sont aperçus traversant le cap le 10 août, naviguant contre le vent en formation de colonnes .

### La ruse turque
Inébranlable, l'amiral ottoman Seydi Ali ordonne à sa flotte de maintenir sa formation, naviguant contre le vent vers les Portugais. Au fur et à mesure qu'ils se rapprochent, les canons des avant-postes portugais et du galion Santa Cruz commencent à échanger des tirs avec les principales galères turques. Au dernier moment, Seydi Ali Reis ordonne à toutes ses galères de virer à tribord en même temps, évitant ainsi les navires portugais qui ne peuvent pas les poursuivre à cause du vent. Les Ottomans réussissent ainsi à esquiver une rencontre défavorable avec les Portugais et sont maintenant en route vers Mascate .

### La manœuvre portugaise
Pris par surprise, les capitaines portugais sont réunis à bord du vaisseau amiral São Mateus pour savoir comment rattraper les galères ottomanes. Ils décident d'essayer de dépasser les Turcs, suivant les conseils d'un navigateur expérimenté, grâce aux vents soufflant vers l'est. Cela devrait leur permettre de revenir rapidement vers la côte omanaise devant les Turcs . La flotte portugaise navigue vers le nord, puis vers l'est, et après quelques jours revient à Mascate où ils apprennent que les Ottomans ne sont pas encore passés .
Entre-temps, croyant avoir définitivement distancé leurs ennemis, les Turcs avancent lentement contre le vent, afin de donner du repos aux rameurs, mais sont toujours suivis de loin par des avirons légers portugais .

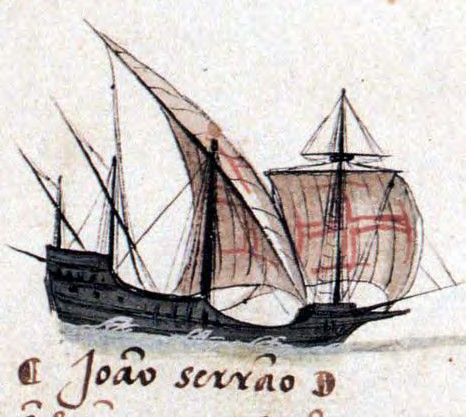
Caravelle à gréement carré portugaise, plus lourde et plus adaptée au combat naval.

Les Portugais attendent deux ou trois jours à Mascate, avant de partir à la rencontre de la flotte ottomane par le cap Suadi voisin. Le matin du 25 août, les Turcs aperçoivent une fois de plus la même armada à laquelle Seydi Ali Reis pense avoir échappé plusieurs jours auparavant .

### Le choc
Les Portugais ont maintenant un vent d'ouest plus favorable mais les Turcs naviguent si près du rivage avec leurs voiles baissées qu'ils ne les aperçoivent qu'à une distance relativement courte. En conséquence, ils ne peuvent pas manœuvrer à temps pour empêcher quelques galères ottomanes de passer devant eux .
Le vaisseau amiral portugais São Mateus est alors le navire le plus proche du rivage et il semble être le mieux placé pour intercepter les galères turques. Finalement incapable de les atteindre, il jette l'ancre et fait immédiatement retentir ses canons sur la flotte ennemie. Neuf galères passent sous le feu portugais, mais la dixième est touchée par un gros boulet de canon. Plusieurs hommes sont tués et elle vire brusquement, bloquant le passage des galères suivantes qui sont alors rattrapées et immobilisées. Les caravelles portugaises, les navires les plus agiles de leur flotte, manœuvrent rapidement à pleines voiles pour engager les galères dans une bataille d'abordage. La caravelle de Dom Jerónimo de Castelo Branco est la première à percuter et à saisir vigoureusement deux galères, lançant un grand nombre de bombes incendiaires en argile avant de les aborder. Plongés dans le désarroi, de nombreux marins et soldats turcs sautent par-dessus bord, sous le feu des portugais. Plusieurs autres caravelles arrivent pour attaquer le reste des galères, qui se rendent après une demi-heure de lutte .
Entre-temps, Seydi Ali Reis décide de se diriger vers l'est à travers la Mer d'Arabie jusqu'au  Gujarat avec ses galères restantes, dans l'espoir d'échapper aux Portugais le plus rapidement possible. Dom Fernando de Meneses ordonne à Dom Jerónimo et aux caravelles de les poursuivre .

## Conséquences
Outre les galères elles-mêmes, les Portugais capturent 47 canons de bronze, qu'ils emmènent à Mascate où ils sont accueillis avec des célébrations .
Seydi Ali Reis atteint finalement le Gujarat mais est bloqué dans le port de Surate par les caravelles de Dom Jerónimo. Il y est accueilli par le gouverneur gujarati. Lorsque le vice-roi portugais à Goa apprend leur présence en Inde, il dépêche le 10 octobre deux galions et 30 avirons pour faire pression sur le gouverneur gujarati afin qu'il livre les Turcs. Le gouverneur ne les livre pas mais propose de détruire leurs navires, ce que les Portugais acceptent . Seydi Ali Reis aurait enduré plus tard un voyage de plus de deux ans avant de finalement revenir à Constantinople par voie terrestre, ayant écrit sur les terres qu'il a traversé pendant son trajet. Selon ses écrits, Seydi Ali ne réalise pas que la flotte portugaise qu'il a rencontré les 10 et 25 août était la même.

## Sources
- Saturnino Monteiro, Batalhas e Combates da Marinha Portuguesa: 1539-1579, Lisbon, Livraria Sá da Costa Editora, 2010 (ISBN 978-972-562-296-4)